# Kraftpapier

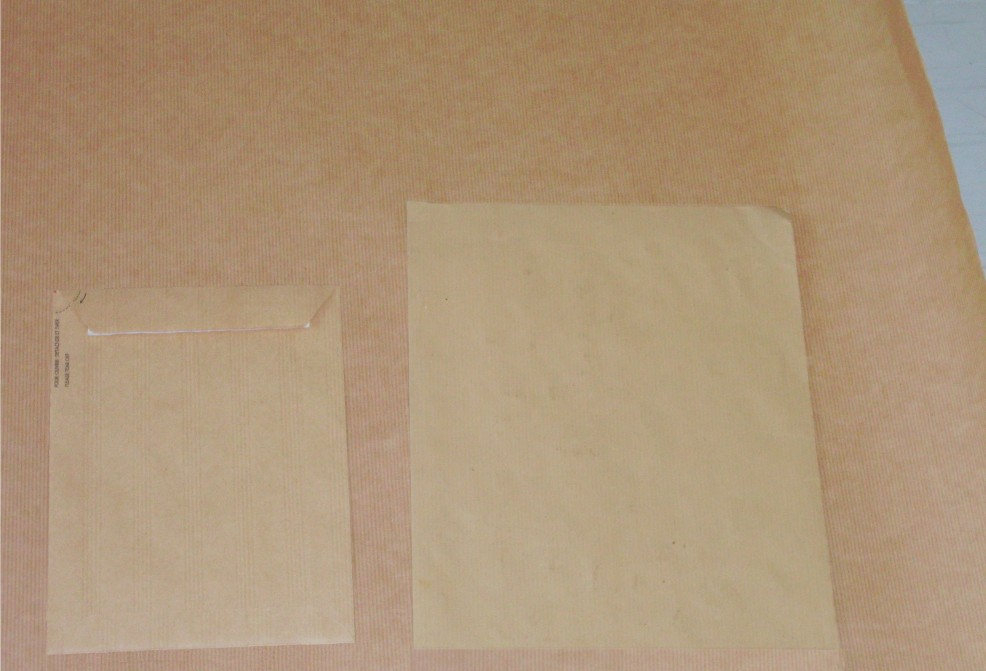
Kraftpapier

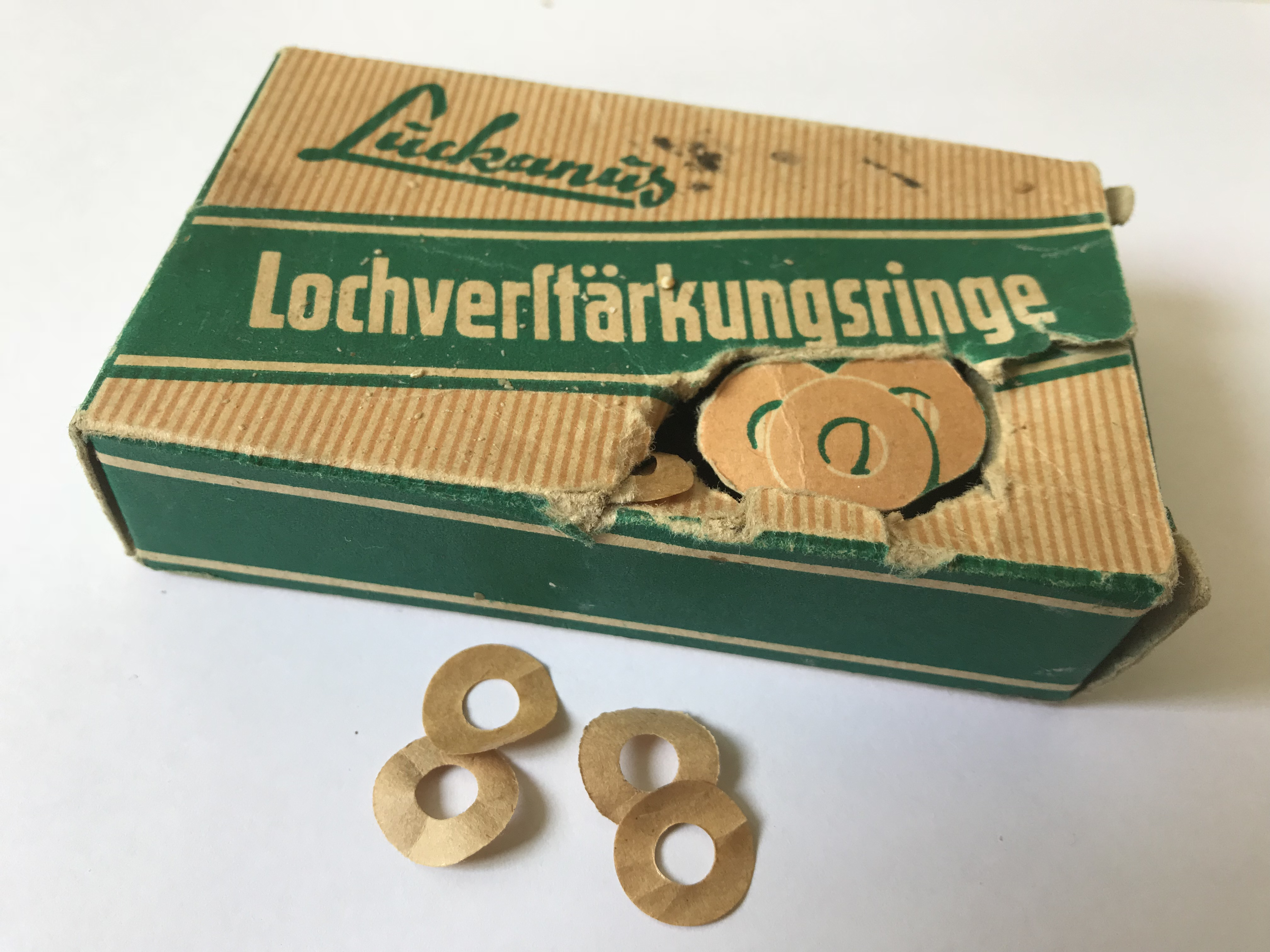
Lochverstärkungsringe aus einer Art Kraftpapier

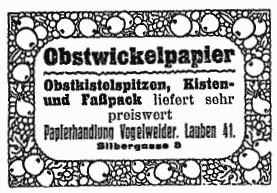
Werbeschaltung für Obstwickelpapier von 1929, Bozen

Kraftpapier ist die Papiersorte mit der höchsten Festigkeit zur Herstellung von z. B. Papiersäcken, Schmirgelpapieren oder Einkaufstüten. Es besteht zu beinahe 100 % aus Zellstofffasern, lediglich Stärke, Alaun und Leim werden zugesetzt, um Oberflächeneffekte und Festigkeitssteigerungen zu erzielen.
Als Rohstoff besonders geeignet sind langfaserige Nadelhölzer (z. B. Fichte, Kiefer) und hier vor allem langsam gewachsenes Holz aus nordischen Ländern. Darüber kann auch Stroh eingesetzt werden. Die Verwendung von Altpapier, das viele beschädigte Fasern enthält, würde die Festigkeit herabsetzen. Auch Füllstoffe, die z. B. in graphischen Papieren einen Gutteil der Masse ausmachen, können nicht verwendet werden, da dies die Porosität verringern und damit das Entweichen der Restluft nach dem Befüllen der Papiersäcke mit Druckluft verhindern würde.
Die Gewinnung des Zellstoffs aus dem Holz mittels Sulfatverfahren ergibt die höchsten Festigkeiten. Außerdem ist das Sulfatverfahren besser geeignet, um harzreiche Holzarten zu verwerten, was insbesondere die Verwendung von Kiefernholz ermöglicht.
Eine weitere Verbesserung bringt das Mahlen des Zellstoffs. Dabei spleißen sogenannte Fibrillen von der Faseroberfläche ab, die sich miteinander verhaken und so für Vernetzung sorgen. Die erzielbare Festigkeit nimmt zu Beginn des Mahlens stark zu, flacht dann aber ab.
Kraftpapier wird bis zu einem Flächengewicht (Grammatur) von 120 g/m² produziert. Papier mit einem höheren Flächengewicht nennt man Kraftliner, es wird als Kartonage oder Bestandteil von Wellpappe verwendet.